# Sami Reichenbach
Sami Reichenbach, eigentlich Sami El Gharbi, (* 1984 in Düsseldorf) ist ein deutscher Schauspieler, Regisseur und Filmproduzent. Er hat deutsche, österreichische, tunesische und marokkanische Wurzeln.

## Leben
Reichenbach wurde als drittes Kind der Hausfrau Marianne El Gharbi (geb. Müllauer) und des Handwerkers Youssef El Gharbi in Düsseldorf-Benrath geboren. Er hat zwei ältere und eine jüngere Schwester. 2000 ließen sich seine Eltern scheiden. Reichenbach interessierte sich schon in seiner frühen Kindheit für das Schauspiel. Mit 18 Jahren nahm er professionellen Schauspielunterricht. Sein Debüt als Darsteller auf der Bühne und im TV folgte ebenfalls mit 18 Jahren. 2004 wirkte er in einer durchgehenden Nebenrolle in der RTL-Soap „Unter uns“ als Guido Bergmann mit. Es folgten weitere Rollen in Serien, Filmen und Theaterstücken. 2005 hatte er eine Nebenrolle in der ARD-Serie „Verbotene Liebe“.
Von 2005 bis 2010 absolvierte er eine staatliche Schauspielausbildung an der Hochschule für Musik, Theater und Medien in Hannover. Während seiner Ausbildung spielte er von Oktober 2007 bis Januar 2009 an den Hannoverschen Kammerspielen die Rolle des Jamal in Die göttliche Odette von Rolf Kemnitzer. Es folgten Theaterengagements am Staatstheater Hannover, am Studiotheater Hannover (2009), am Theater für Niedersachsen (2009) und am Theater Koblenz. Von 2010 bis 2012 war er fest am Theater Koblenz engagiert. Dort spielte er unter anderem die Titelrolle in König Drosselbart, Ferdinand in Der Sturm, Sebastian in Was ihr wollt, Paris in Dantons Tod und Seyton in Macbeth. Als Ferdinand in Der Sturm überzeugte Reichenbach mit „Espirit“ im Zusammenspiel mit der Prinzessin Miranda, laut einer Besprechung in der Rhein-Zeitung ist diese Szene „eine der schönsten“ der Inszenierung. Im September 2011 wirkte er am Theater Koblenz in der Uraufführung von Roman Senkls Theaterszenen Solange es ein Ziel gibt mit.  Seit Anfang 2016 dreht er für die RTL-Serie Alles was zählt; er spielt den Journalisten Stefan Schnabel.  Im März 2016 war er erstmals in der Serie zu sehen.
Unter dem Namen Sami El Gharbi war Reichenbach zeitweilig auch auf dem Laufsteg und als Fotomodell tätig. Im ersten Teil der Hörspielserie Schrei der Angst war er als Hörspielsprecher mit der Rolle des Giuseppe beteiligt. Als Synchronsprecher übernahm er eine kleine Rolle in Baphomets Fluch 2. Seit 2012 arbeitet er als freiberuflicher Schauspieler, Regisseur, Dozent, Coach, Caster und Produzent. Reichenbach lebt in Köln.

## Filmografie (Auswahl)
- 2004: Unter uns (Fernsehserie)
- 2005: Verbotene Liebe (Fernsehserie)
- 2014: Für das Leben meines Kindes (Fernsehfilm)
- 2016: Alles was zählt (Fernsehserie)
- 2022: Bettys Diagnose (Fernsehserie)